# Trojka (voertuig)

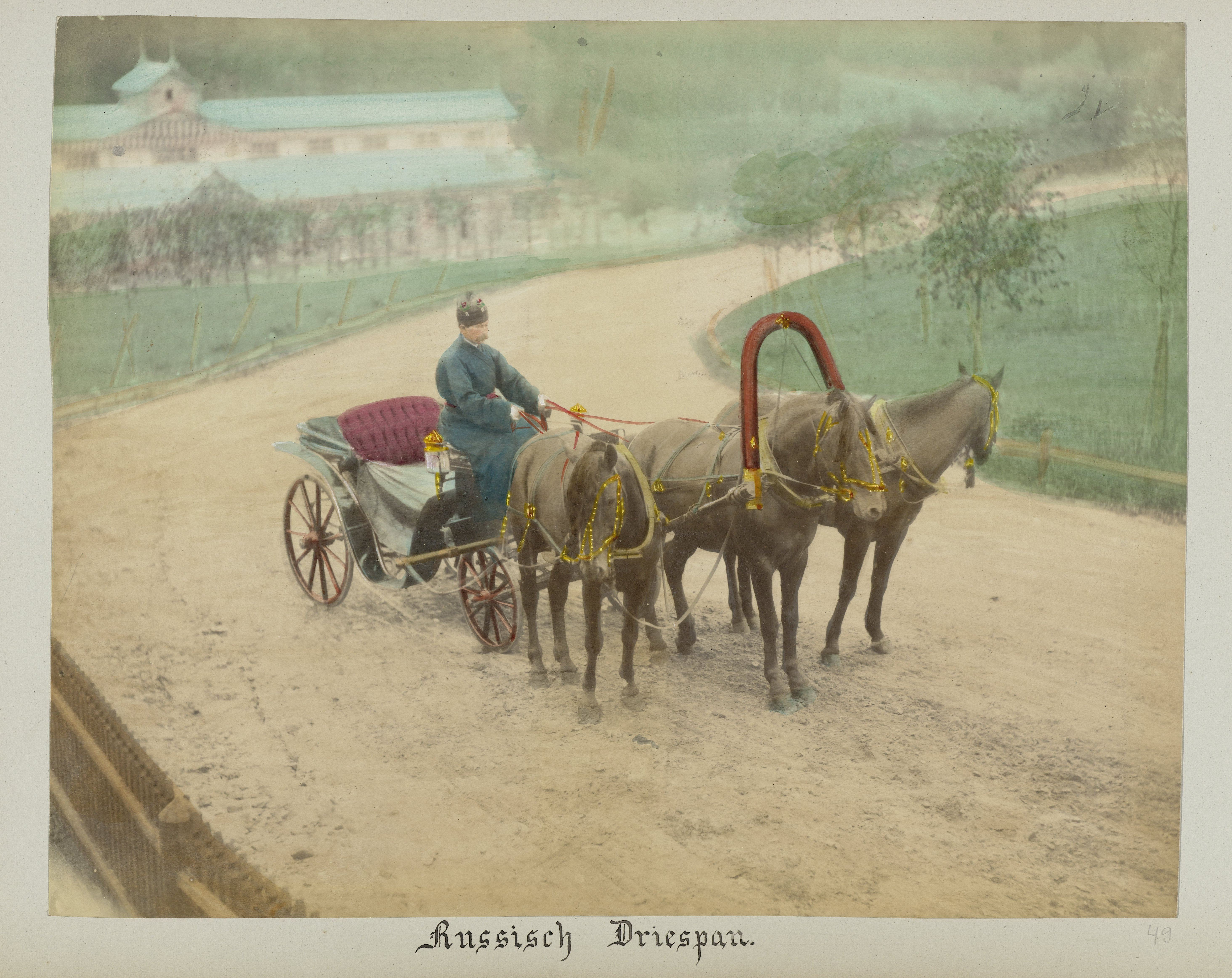
Trojka voor een open rijtuig ("droschke")

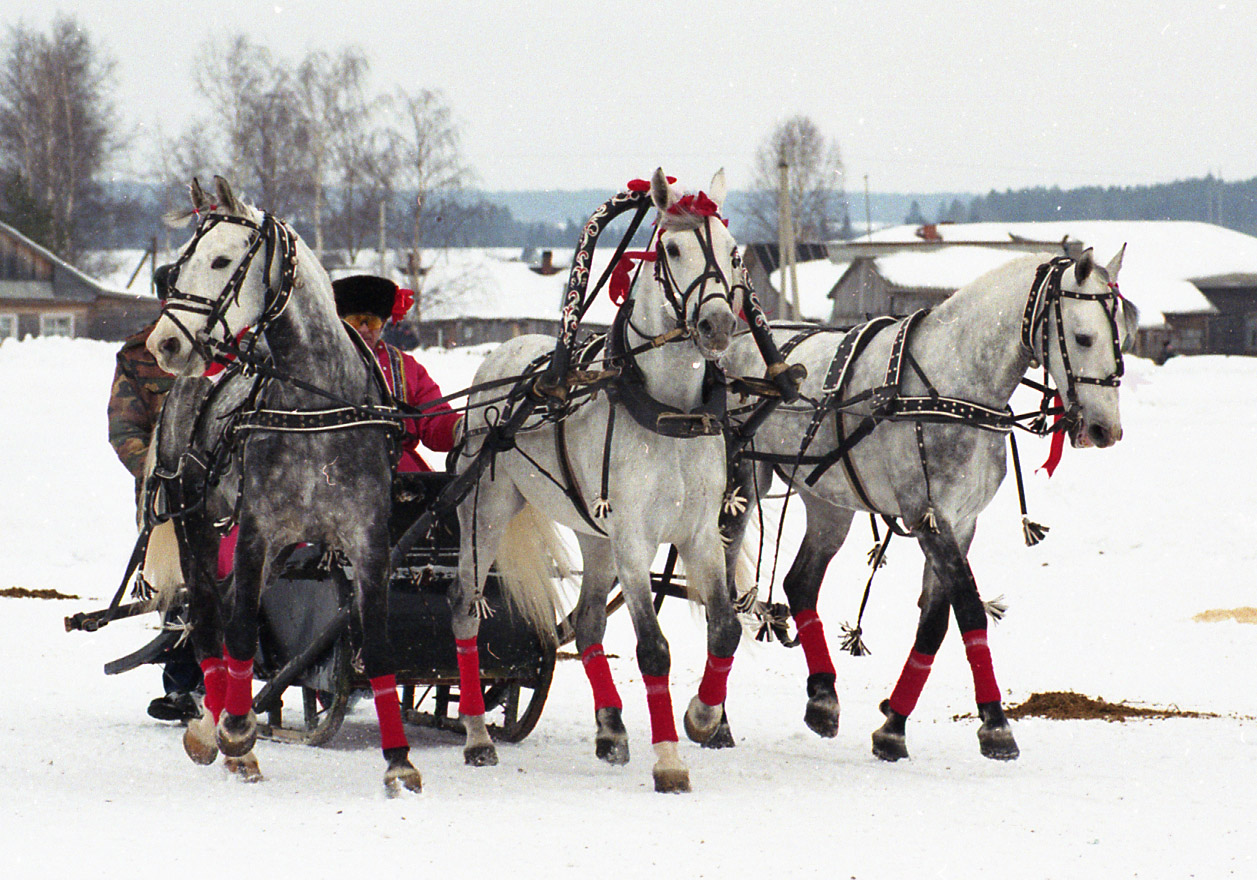
Trojka voor een slee in Rusland

Een trojka (Russisch: тройка, wat betekent "drietal") is een met drie paarden bespannen rijtuig of slee, vooral gebruikt in Rusland en het westen van Azië. 
De drie paarden (van oudsher orlovdravers) zijn naast elkaar ingespannen. Het middelste paard, aangespannen met een haamtuig, loopt in draf onder een boog (duga). De twee buitenpaarden galopperen. Gestuurd wordt met vier leidsels; twee naar het middenpaard en twee naar de buitenkant van de zijpaarden. Een trojka op volle snelheid kan 40 tot 50 kilometer per uur behalen. 
De aanspanningswijze ontstond in de 17e eeuw en werd aanvankelijk gebruikt voor het vervoeren van post. Tegen het eind van de 18e eeuw werd het gemeengoed. De eerste snelheidswedstrijden met trojkas werden gehouden in 1840 op de renbaan van Moskou. 
De trojka is een symbool van Rusland; een geliefd motief van romantische schilders, dichters en zangers. 
Het woord 'trojka' wordt ook gebruikt om in de politiek een leidend drietal te benoemen.

## Trojka's in de schilderkunst

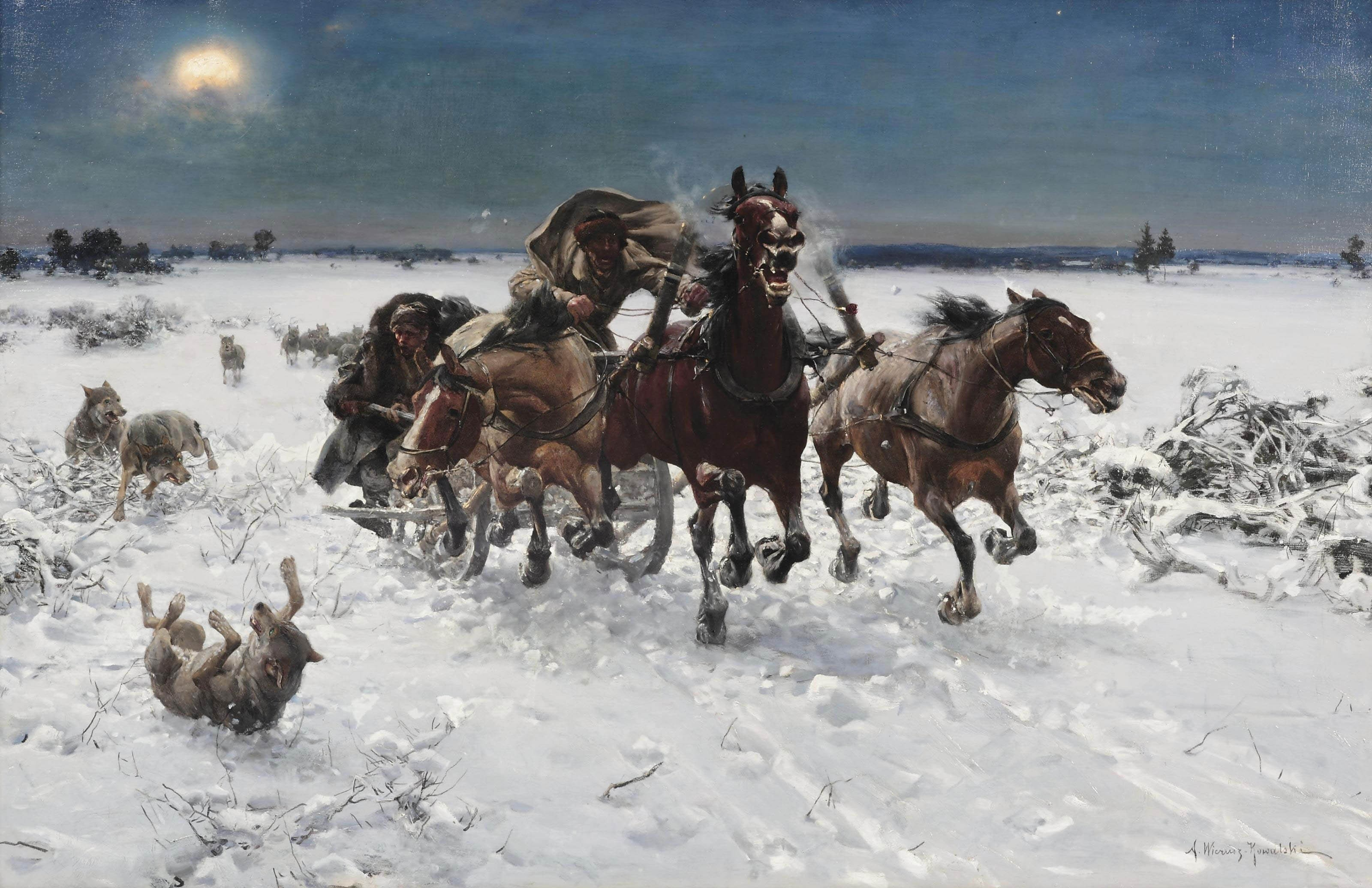
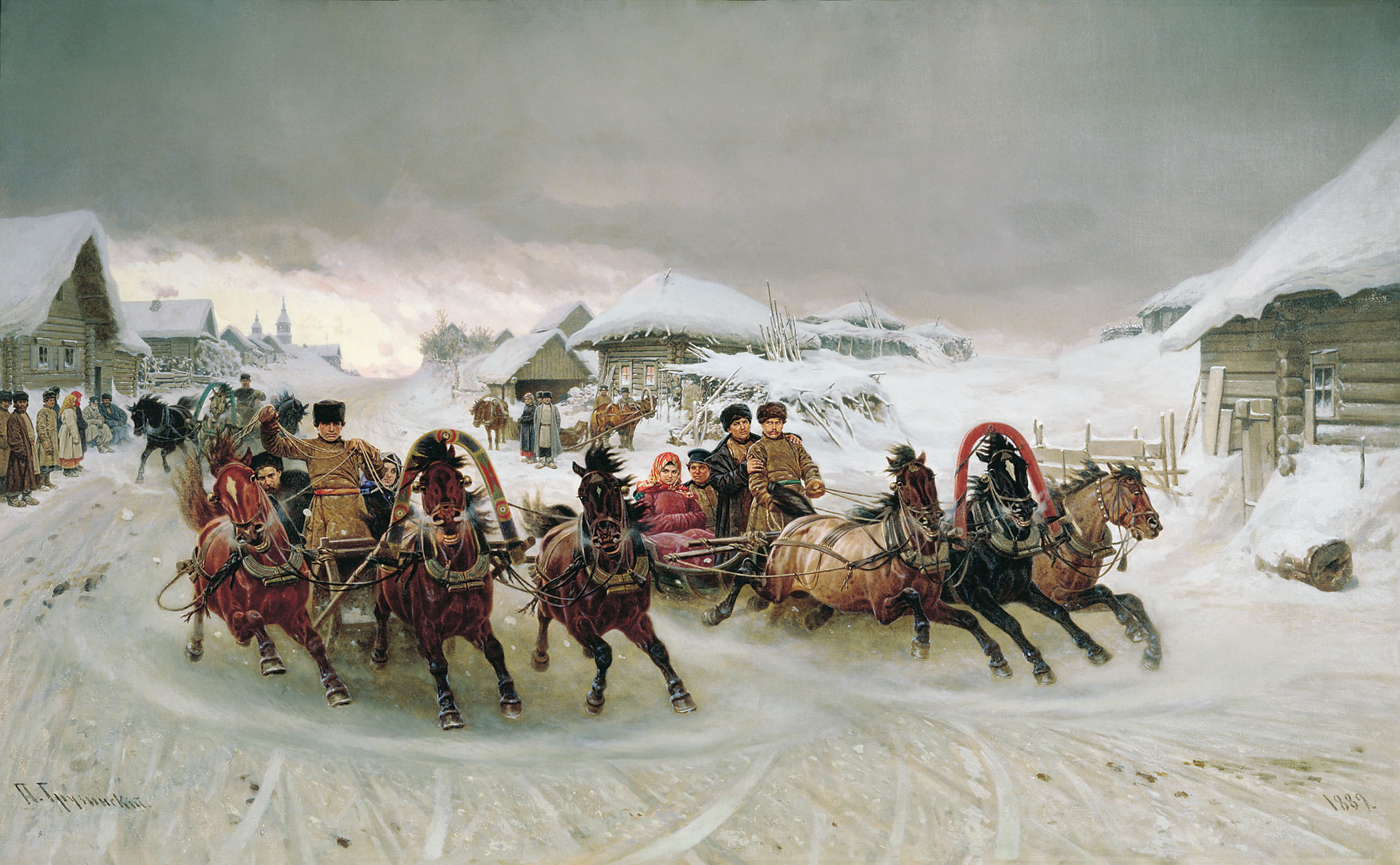
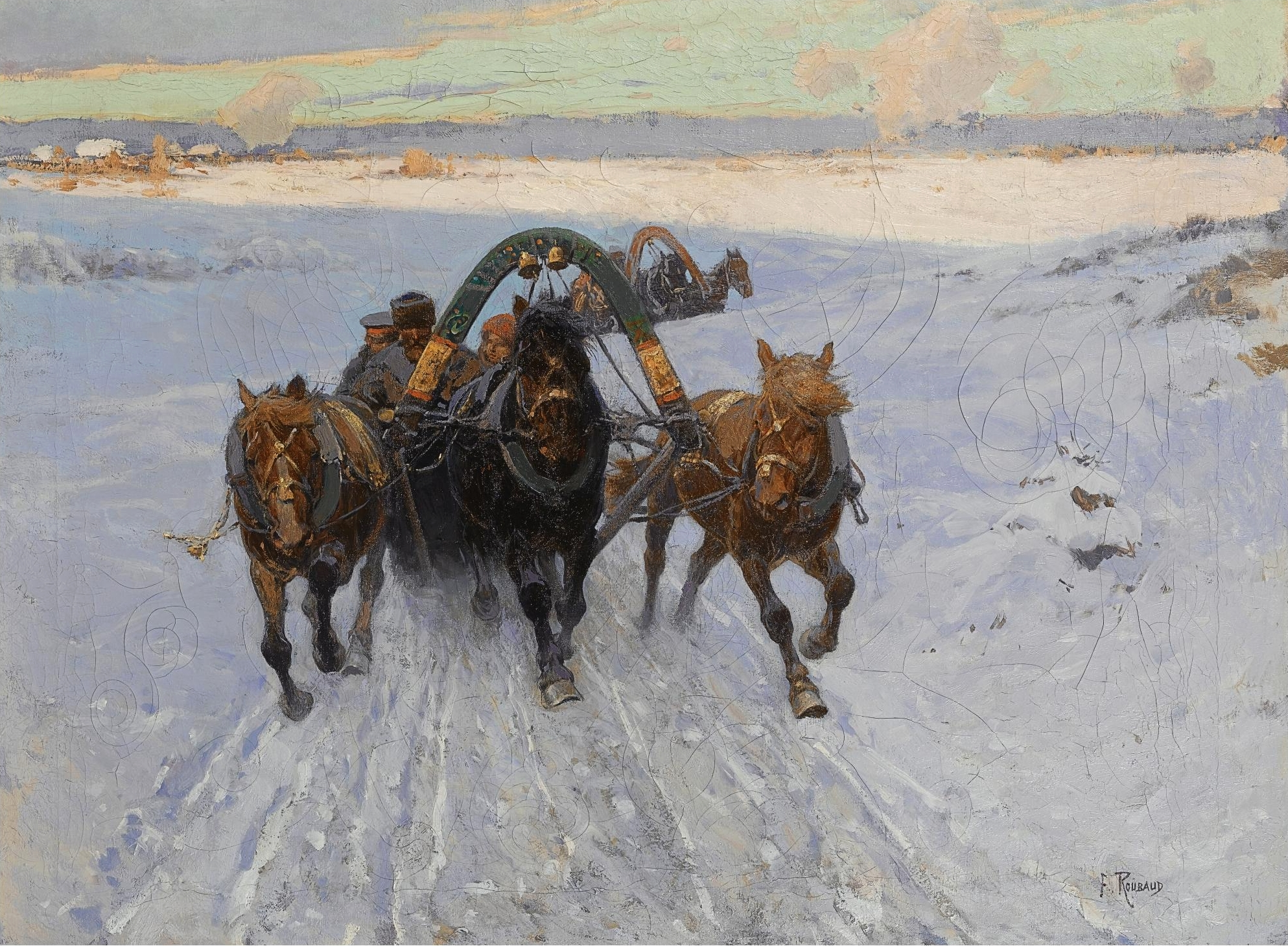